# Ели Визел
Ели Визел (хебр. אֱלִיעֶזֶר וִיזֶל ʾĔlîʿezer Vîzel; Сигету Мармациеј, 30. септембар 1928 — Менхетн, Њујорк, 2. јул 2016) био је амерички књижевник румунског порекла, политички активиста, добитник Нобелове награде за мир  1986. године и преживела жртва Холокауста. Визел је аутор 57 књига, написаних углавном на француском и енглеском језику, укључујући и књигу Ноћ — дело засновано на његовим искуствима као јеврејског затвореника у концентрационим логорима Аушвиц и Бухенвалд.
Поред писања, Визел је био и професор хуманистичких наука на Универзитету у Бостону, који је након смрти Визела у његову част основао Центар за јеврејске студије Ели Визел (енгл. Elie Wiesel Center for Jewish Studies). Визел се залагао за права Јевреја и помогао је у оснивању Меморијалног музеја Холокауста у Сједињеним Државама у Вашингтону. У својим политичким активностима, он је такође водио кампању у корист жртава угњетавања у местима попут Јужне Африке, Никарагве, Косова и Судана. Поред тога, јавно је осудио геноцид над Јерменима из 1915. године и до краја живота остао снажан бранитељ људских права. Лос Анђелес Тајмс га је описао као „најзначајнијег Јевреја у Америци”.
Визел је 1986. године био овенчан Нобеловом наградом за мир, а у то време га је норвешки Нобелов комитет назвао „гласником човечанства”, наводећи да је, кроз своју борбу да се помири са „својим личним искуством потпуног понижења и крајњег презира за човечанство приказаним у Хитлеровим логорима смрти”, као и „практичним радом на успостављању мира”, Визел је људима пренео поруку „мира, помирења и људског достојанства”. Био је члан управног одбора Њујоршке фондације за људска права и остао активан у фондацији до краја свог живота.

## Биографија

### Детињство и ране године
Ели Визел је рођен 30. септембра 1928. године у Сигетуу (данас Сигету Мармациеј, у округу Марамуреш, у Карпатским планинама у Румунији. Рођен је као дете Шлома Визела и Саре Фиег. Код куће, Визелова породица је већи део времена говорила јидиш, али исто тако и немачки, мађарски и румунски. Његова мајка, Сара, била је ћерка Додија Фиега, познатог хасидисте из породице Визница и фармера из околног села. Додије је био активан и имао је поверење у заједници.
Визелов отац, Шломо, усадио му је снажан смисао за хуманизам, охрабрујући га да учи хебрејски и да чита књижевност, док га је његова мајка охрабривала да проучава Тору. Визел је рекао да његов отац представљао разлог, док је његова мајка Сара промовисала веру. Визелу је речено да његова генеалогија води назад до рабина Шлома, сина Јицака, и да је био потомак књижевника рабина Јешајахуа бен Абрахама Хоровица ха-Левија.
Виесел је имао три сестре — старије сестре Беатриче и Хилду, и млађу сестру Ципору. Беатриче и Хилда су преживеле рат и поново су се ујединиле са Визелом у француском сиротишту. На крају су сви заједно емигрирали у Северну Америку, где се Беатриче преселила у Монтреал, Квебек, Канада. Ципора, Шломо и Сара нису преживели Холокауст.

### Године заробљеништва и Холокауст
У марту 1944. године, Немачка је окупирала Мађарску, која је проширила Холокауст у ту земљу. Визел је тада имао 15 година, те је са својом породицом, заједно са остатком јеврејског становништва града, био смештен у један од два заточеничка гета постављеним у Марамарошсигету (Сигет), граду у којем је рођен и одрастао. У мају 1944. године, мађарске власти, под немачким притиском, почеле су да депортују јеврејску заједницу у концентрациони логор Аушвиц, где је око 90% људи убијено по доласку.
Одмах након што су послани у Аушвиц, његова мајка и његова млађа сестра су убијене. Визел и његов отац били су изабрани да обављају посао све док су били способни за то, након чега је требало да буду убијени у гасним коморама. Визел и његов отац су касније депортовани у концентрациони логор у Бухенвалду. До тог трансфера, признао је Опри Винфри, његова примарна мотивација за покушај преживљавања Аушвица је била спознаја да је његов отац још увек жив: „Знао сам да ће, ако ја умрем, и он умрети.” Након што су одведени у Бухенвалд, његов отац је умро пре ослобођења логора. У Ноћи, Визел је подсетио на срамоту коју је осећао када је чуо да је његов отац претучен и он није могао да му помогне.
Визел је тетовиран са затвореничким бројем „А-7713”, а тетоважа се налазила на његовој левој руци. Логор је ослобођен од стране Треће армије Сједињених Држава 11. априла 1945. године, када су затвореници били спремни да буду евакуисани из Бухенвалда.

### Француска
По завршетку Другог светског рата и ослобађању, Визел се придружио транспорту 1.000 деце која су преживела Бухенвалд, а која су транспортована у Екуи, у Француској, где je Œuvre de secours aux enfants (OSE) успоставила центар за рехабилитацију. Визел се потом придружио мањој групи од 90 до 100 дечака из православних домова који су тражили кошер објекте и виши ниво верског обреда; збринули су их у дому у Омблоју под управом Џудит Хемендингер. Овај дом је касније пресељен у Таверни и функционисао до 1947. године.
Након тога, Визел је отпутовао у Париз, где је научио француски језик и студирао књижевност, филозофију и психологију на Сорбони. Слушао је предавања филозофа Мартина Бубера и егзистенцијалисте Жана Пола Сартра, а своје вечери проводио је читајући дела Фјодора Достојевског, Франца Кафке и Томаса Мана.
Када је имао 19 година, почео је да ради као новинар, пишући на француском, док је истовремено предавао хебрејски језик и радио као хорски службеник. Писао је за израелске и француске новине, укључујући Tsien in Kamf (на јидишу).
Године 1946, након што је сазнао да је Иргун бомбардовао хотел Краљ Давид, Визел је покушао да се придружи подземном ционистичком покрету. Године 1948. превео је чланке са хебрејског на јидиш за иргунске часописе, али никада није постао члан организације. Године 1949. отпутовао је у Израел као дописник француских новина L'arche. Потом је био ангажован као дописник из Париза за израелске новине Yedioth Ahronoth, након чега је постао њихов међународни дописник.
Десет година након рата, Визел је одбио да пише о својим искуствима током Холокауста. Почео је да преиспитује своју одлуку након састанка са француским писцем Франсоом Моријаком, добитником Нобелове награде за књижевност 1952. године, који је на крају постао Визелов блиски пријатељ. Моријак је био побожан хришћанин који се борио у француском отпору током рата. Он је упоредио Визела са „Лазаром који се уздиже из мртвих” и видео из Визелових мучених очију, „Божју смрт у души детета”. Моријак га је убедио да почне писати о својим страшним искуствима.
Визел је први пут написао мемоар од 900 страница И свет памти тишину (Шаблон:Јез-ји) на јидишу, који је објављен у скраћеном облику у Буенос Ајресу. Визел је 1955. године прерадио скраћену верзију рукописа на француском језику La Nuit. Преведен је на енглески као Night 1960. године. Књига је продата у неколико примерака након објављивања, али је ипак привукла интересовање рецензената, што је довело до телевизијских интервјуа са Визелом и састанака са књижевним личностима, међу којима и са Солом Белоуом.
Након повећане популарности, роман је коначно преведен на 30 језика са десет милиона продатих примерака у Сједињеним Државама. У једном тренутку режисер Орсон Велс је желео да на основу романа креира играни филм, али је Визел одбио, осећајући да ће његови мемоари изгубити своје значење ако буду изречени без ћутања између његових речи. Опра Винфри је овај роман довела у центар пажње након што га је ставила у селекцију за свој клуб књига 2006. године.

#### Сједињене Америчке Државе
Године 1955, Визел се преселио у Њујорк као страни дописник израелског дневника, Yediot Ahronot. Године 1969. оженио је Марион Ерстер Роуз, која је била из Аустрије, а која је такође превела многе његове књиге. Имали су једног сина, Шлома Елишу Визела, названог по Визеловом оцу.
У Сједињеним Државама је написао преко 40 књига, од којих је већина била фикција о Холокаусту и романи. Као аутор је награђен низом књижевних награда и сматра се једним од најважнијих у описивању Холокауста из веома личне перспективе. Као резултат тога, неки историчари приписују Визелу да је појму Холокауста дао његово садашње значење, иако није сматрао да та реч адекватно описује тај историјски догађај.
Године 1975. Ели Визел је заједно са Леонардом Феином основао часопис Момент (Moment).
За књигу и представу из 1979. године Суђење Богу (The Trial of God) се каже да се заснива на његовом стварном искуству сведочења три Јевреја у Аушвицу, који су били близу смрти, и судили Богу, под оптужбом да је Он тлачио Јевреје. Што се тиче његових личних уверења, Визел је себе називао агностиком.
Визел је такође играо улогу у почетном успеху The Painted Bird Јерзија Косинског, потврђујући га пре открића да је књига фикција и подвала, у смислу да је представљена као право искуство Косинског.
Визел је објавио два тома мемоара. Први, Све реке теку до мора, објављен је 1994. године и обухватио је његов живот до 1969. године. Други, под називом И море никада није пуно објављен је 1999. године, и покривао је период од 1969. до 1999. године.

### Политички активизам
Визел и његова супруга Марион основали су Фондацију Ели Визел за човечанство 1986. године. Био је председник Председничке комисије за Холокауст (касније преименоване у Меморијално веће за холокауст Сједињених Држава) од 1978. до 1986. године, предводио изградњу Меморијалног музеја Холокауста у Сједињеним Државама у Вашингтону.
Музеј даје награду "Ели Визел" "међународно познатим појединцима чије су акције унапредиле визију музеја у којем се људи суочавају са мржњом, спречавају геноцид и промовишу људско достојанство". Фондација је уложила своја средства у инвестициони програм Понзи, менаџера Бернарда Л. Медофа, што је Фондацију коштало 15 милиона долара, а Визел и његова супруга су издвојили и већи део своје личне уштеђевине.
Добио је Нобелову награду за мир 1986. године због своје борбе против насиља, репресије и расизма. Норвешки Нобелов комитет описао је Визела као "једног од најважнијих духовних вођа и водича у доба када су насиље, репресија и расизам наставили да карактеризују свет". Визел је објаснио своја осећања током прихватања говора:
Тишина охрабрује мучитеља, никад мученог. Понекад се морамо мешати. Када су људски животи угрожени, када је људско достојанство угрожено, националне границе и осетљивост постају ирелевантни.
Добио је и многе друге награде и признања за свој рад, укључујући златну медаљу Конгреса Сједињених Држава 1985. године, председничку медаљу за слободу, као и награду Међународног центра у Њујорку за изврсност. Такође је изабран за члана Америчке академије уметности и књижевности 1996. године.
Виесел је 1975. године са Леонардом Феином основао магазин Момент (енгл. Moment). Они су основали и часопис како би проширили глас америчких Јевреја. Такође је био члан Међународног саветодавног одбора невладине организације Монитор.
Визел је постао популаран говорник на тему Холокауста. Као политички активиста, он се такође залагао за многе друге циљеве, укључујући Израел, страдање совјетских и етиопских Јевреја, жртве апартхеида у Јужној Африци, аргентинске десапаресидосе (шп. Desaparecidos), босанске жртве геноцида у бившој Југославији, никарагванске Мискито Индијанце и Курде.
У априлу 1999. године, Визел је у Вашингтону одржао говор Опасности равнодушности, критикујући људе и земље које су изабрале да буду равнодушне док се Холокауст догађао. Он је индиферентност дефинисао као неутралну између две стране, што у овом случају значи превидети жртве Холокауста. Током читавог говора, он је изразио мишљење да је мало пажње, било позитивне или негативне, боље него ништа.
Године 2003. открио је и објавио чињеницу да је најмање 280.000 румунских и украјинских Јевреја, заједно са другим групама, масакрирано у румунским логорима смрти.
Године 2005. одржао је говор на церемонији отварања новог Музеја историје Холокауста Јад Вашем, где је рекао:
Знам шта људи кажу — то је тако лако. Они који су били тамо неће се сложити са том изјавом. Изјава гласи: то је била нехуманост човека према човеку. НЕ! Човекова нехуманост према Јеврејима! Јевреји нису убијени зато што су били људска бића. У очима убица они нису били људска бића! Били су Јевреји!
Почетком 2006. године, Визел је пратио Опру Винфри док је посећивала Аушвиц, посету која је емитована у склопу емисије The Oprah Winfrey Show. Дана 30. новембра 2006. године, Визел је у Лондону одликован за витеза као признање за његов рад на подизању образовања о Холокаусту у Уједињеном Краљевству.
У септембру 2006. године, он се појавио пред Саветом безбедности Уједињених нација са глумцем Џорџом Клунијем да обрати пажњу на хуманитарну кризу у Дарфуру. Када је Визел умро, Клуни је написао: "Имали смо шампиона који је носио наш бол, нашу кривицу и нашу одговорност на његовим раменима генерацијама."
Године 2007. Визел је овенчан Дејтонском књижевном наградом за животно дело. Исте године, Фондација Ели Визел за човечанство је издала писмо у којем је осудила порицање јерменског геноцида, писмо које је потписало 53 нобеловца укључујући и Визела. Визел је у више наврата позивао турску деведесетогодишњу кампању да умањи своје поступке током геноцида над Јерменима у двоструком убиству.
Визел је 2009. године критиковао Ватикан због укидања екскомуникације контроверзног бискупа Ричарда Вилијамсона, члана Друштва светог Пија X.
У јуну 2009. године, Визел је у пратњи америчког председника Барака Обаме и немачке канцеларке Ангеле Меркел обишао Бухенвалд. Визел је био саветник у Институту Гејтстоун. Визел је 2010. године прихватио петогодишње именовање за истакнутог председничког сарадника на Универзитету Чапман у округу Оринџ, у Калифорнији. У тој улози, он је једном седмично боравио у Чапману како би се састао са студентима и понудио своју перспективу о темама које се крећу од историје Холокауста до религије, језика, књижевности, права и музике.
У јулу 2009. године, Визел је најавио своју подршку мањинским Тамилима у Шри Ланки. Он је рекао да, "где год се прогоне мањине, морамо да подигнемо глас у знак протеста ... Тамилски народ је обесправљен и жртвован од стране власти у Шри Ланки. Ова неправда мора престати, а Тамилцима се мора дозволити да живе у миру и да цвета у својој домовини."
Визел се 2009. године вратио у Мађарску, коју је посетио први пут након Холокауста. Током ове посете, Визел је учествовао на конференцији у Горњем дому мађарског парламента, састао се са премијером Гордоном Бајнаијем и председником Ласлом Шојомом и одржао говор пред око 10.000 учесника антирасистичког скупа одржаног у Дворани вере. Међутим, 2012. године, он је протестовао против "побијања" учешћа Мађарске у Холокаусту, и одустао је од награде коју је добио од мађарске владе.
Визел је био активан у покушају да спречи Иран да направи нуклеарно оружје, наводећи да "речи и поступци руководства Ирана не остављају никакве сумње у погледу њихових намера". Он је такође осудио Хамас због "употребе деце као људских штитова" током конфликта Израела и Газе 2014. године вођењем медијске кампање огласима у неколико великих новина. Тајмс је одбио да пусти тај оглас, рекавши: "Изражено мишљење је превише снажно и превише насилно направљено, и изазваће забринутост међу значајним бројем Тајмсових читатеља."
Визел је често наглашавао јеврејску везу са Јерусалимом и критиковао Обамину администрацију због притиска на израелског премијера Бенјамина Нетанјахуа да заустави изградњу израелског насеља у Источном Јерусалиму. Он је изјавио да је "Јерусалим изнад политике. Поменут је више од шест стотина пута у Светом писму — и ни у једном тренутку у Курану ... Он припада јеврејском народу и много је више од града ...".

### Предавање
Визел је посебно волео да предаје и био је на позицији професора хуманистичких наука у Бостону од 1976. године, где је предавао и на одељењима религије и филозофије. Постао је блиски пријатељ председника и канцелара Џона Силбера. Универзитет је у његову част основао Центар за јеврејске студије Ели Визел. Од 1972. до 1976. године Визел је био истакнути професор на Градском универзитету у Њујорку и члан Америчке федерације наставника.
Године 1982. био је први гостујући стипендиста хуманистичких и друштвених мисли Хенрија Луса на Универзитету Јејл. Такође је био коинструктор на зимским курсевима (јануар) на Екерд колеџу у Сент Питерсбургу на Флориди. Од 1997. до 1999. био је гостујући професор Ингеборга Ренерта на јерврејским студијама на Барнард колеџу Универзитета Колумбија.

### Приватан живот
Године 1969. оженио је Марион Ерстер Роуз, која је првобитно била из Аустрије и која је превела многе његове књиге. Имали су једног сина, Шлома Елишу Визела, названог по Визеловом оцу. Породица је живела у Гринвичу, Конектикат.
Визела је у хотелу у Сан Францисцу напао 22-годишњи Ерик Хунт у октобру 2007. године, али није повређен. Хунт је ухапшен наредног месеца и оптужен за више кривичних дела.
У фебруару 2012. члан Цркве Исуса Христа светаца последњих дана извео је постхумно крштење за родитеље Симона Визентала без одговарајућег одобрења. Након што је његово име поднето за крштење, Визел је говорио против неовлашћене праксе постхумног крштења Јевреја и замолио председничког кандидата и свеца последњих дана Мита Ромнија да га осуди овај догађај. Ромнијева кампања је одбила да коментарише овај догађај, упућујући таква питања црквеним званичницима.

### Смрт
Визел је умро у јутро 2. јула 2016. године у својој кући на Менхетну, у старосној доби од 87 година.
Сенатор у Јути Орин Хеч одао је почаст Визелу у говору у Сенату наредне седмице, где је рекао: „Уз Елиејеву смрт, изгубили смо светионик човечанства и наде. Изгубили смо хероја људских права и светлост књижевности о холокаусту.”
Године 2018. нађен је антисемитски графит на кући у којој се Визел родио.

## Награде и признања
- Prix de l'Université de la Langue Française (Prix Rivarol) за Град преко зида (The Town Beyond the Wall), 1963.[94]
- Награда Националног савета за јеврејску књижевност за књигу Град преко зида (The Town Beyond the Wall), 1963.[94]
- Награда Инграм Мерил, 1964.[95]
- Prix Médicis за дело Просјак у Јерусалиму (A Beggar in Jerusalem), 1968.[94]
- Награда за јеврејско наслеђе, Хаифа универзитет, 1975.[95]
- Меморијална награда Холокауста, Њујоршко друштво клиничких психолога, 1975.[95]
- Медаља С. И. Ангон, 1980.[95]
- Медаља Јаботински, Израел, 1980.[95]
- Prix Livre Inter, Француска, за дело Завет (The Testament), 1980.[94]
- Велика награда за књижевност града Париза за дело Пети син (The Fifth Son), 1983.[94]
- Командант у Француској Легији странаца, 1984.[94]
- Златна конгресна медаља Сједињених Држава, 1984.[96]
- Награда за слободу богослужења, 1985.[97]
- Медаља слободе, 1986.[98]
- Нобелова награда за мир, 1986.
- Високи официр у Француској Легији части, 1990.[6]
- Председничка медаља слободе, 1992
- Медаља Неибур, Елмурст колеџ, Илиноис, 1995.[99]
- Велики крст у Француској Легији части, 2000.[100]
- Ред звезде Румуније, 2002.[95]
- Награда за човека године, Музеј уметности у Тел Авиву, 2005.[95]
- Награда Светлост истине, Међународна кампања за Тибет, 2005.[95]
- Почасни витез, Уједињено Краљевство, 2006.[57]
- Почасни гостујући професор хуманистичких наука, Рочестер колеџ, 2008.[101]
- Медаља за националну хуманистику, 2009.[102]
- Награда Норман Мајлер за животно достигнуће, 2011.
- Награда хуманитарца Лебенберг, Музеј Холокауста Флориде, 2012.[103]
- Награда Кењон за књижевно достигнуће, 2012[104]
- Награда Надав, 2012.[105]
- Награда С. Роџера Хорчова за изврсну јавну службу грађанина, награда која се годишње додељује у оквиру Награде Џеферсон, 2013.[106]
- Медаља за правду Џон Џеј Колеџа Џон Џеј, 2014.[107]

### Почасна звања
Визел је примио преко 90 почасних звања са свих светских колеџа и универзитета.
- Доктор хуманистичке књижевности, Лехијски универзитет, Бетлехем, Пенсилванија, 1985.[109]
- Доктор хуманистичке књижевности, Депол универзитет, Чикаго, Илиноис, 1997.[110]
- Докторат, Сетон Хол универзитет, Њу Џерзи, 1998.[111]
- Доктор хуманистике, Мичигенски државни универзитет, 1999.[112]
- Докторат, Мекденијел колеџ, Вестминстер, Мериленд, 2005.[113]
- Доктор хуманистичке књижевности, Чапман универзитет, 2005.[114]
- Доктор хуманистичке књижевности, Дартмаут колеџ, 2006.[115]
- Доктор хуманистичке књижевности, Кабрини колеџ, Рандор, Пенсилванија, 2007.[116]
- Доктор хуманистичке књижевности, Универзитет у Вермонту, 2007.[117]
- Доктор хуманистике, Оукленд универзитеет, Рочестер, Мичиген, 2007.[118]
- Доктор књижевности, Градски колеџ у Њујорку, 2008.[119]
- Докторат, Универзитет у Тел Авиву, 2008.[120]
- Докторат, Институт Вајсман, Реховот, Израел, 2008.[121]
- Доктор хуманистичке књижевности, Бакнел универзитет, Луисбург, Пенсилванија, 2009.[122]
- Доктор књижевности, Лехијски универзитет, Бетлехем, Пенсилванија, 2010.[123]
- Доктор хуманистичке књижевности, Вашингтонски универзитет у Сент Луису, 2011.[124]
- Доктор хуманистичке књижевности, Чарлстон колеџ, 2011.[125]
- Докторат, Универзитет у Варшави, 25. јун 2012. године[126]
- Докторат, Универзитет Британске Колумбије, 10. септембар 2012. године[127]

## Говори и интервјуи
- Elie Wiesel Video Gallery
- Nobel Peace Prize Winner Elie Wiesel Examines 'Building a Moral Society' in Ubben Lecture, DePauw University, 21. 9. 1989, Приступљено 3. 2. 2012
- „Facing Hate with Elie Wiesel”. Bill Moyers. 27. 11. 1991.
- „Elie Wiesel Biography and Interview”. www.achievement.org. American Academy of Achievement. 29. 6. 1996.
- "Perils of Indifference" Speech by Elie Wiesel, Washington, D.C., Transcript (as delivered), Audio, Video, April 12, 1999.
- "Perils of Indifference" Speech by Elie Wiesel, Washington, D.C., Text and Audio, April 12, 1999.
- The Kennedy Center Presents: Speak Truth to Power: Elie Wiesel, PBS, October 8, 2000.
- An Evening with Elie Wiesel. Herman P. and Sophia Taubman Endowed Symposia in Jewish Studies. UCTV (University of California). August 19, 2002
- Elie Wiesel: First Person Singular, PBS, October 24, 2002.
- Diamante, Jeff (29. 7. 2006), „Elie Wiesel on his beliefs”, The Star, Toronto, Архивирано из оригинала 2. 6. 2008. г..
- Voices on Antisemitism Interview with Elie Wiesel from the United States Holocaust Memorial Museum, May 24, 2007.
- „'We must not forget the Holocaust'”. Today (BBC Radio 4). 15. 9. 2008. BBC. BBC Radio 4.
- „A conversation with Elie Wiesel”. Charlie Rose. 8. 6. 2009. PBS. Архивирано из оригинала 13. 6. 2009. г.
- „Unmasking Evil – Elie Wiesel, featuring Soledad O'Brien, 2009”. Oslo Freedom Forum 2009. 2010. Oslo Freedom Forum. Архивирано из оригинала 08. 06. 2019. г. Приступљено 27. 05. 2019.
- „Elie Wiesel on the Leon Charney Report (Segment)”. The Charney Report. 2006. WNYE-TV.
- „Elie Wiesel on the Leon Charney Report”. The Charney Report. 2006. WNYE-TV.

## Галерија
- Кућа у којој је Визел рођен у Сигетуу Мармациеју
- Логор Бухенвалд, фотографија из 16. априла 1945. године, пет дана након ослобођења кампа. Визел је у другом реду одозго, седми слева, поред странице кревета.[1]
- Визел 1987. године
- Визел на прослави инаугурације председника Барака Обаме 2009. године
- Председник Џорџ Буш, заједно са Далај Ламом и Визелом 17. октобра 2007. године, на церемонији уручивања Конгресне златне медаље Далај Лами, Капитол, Вашингтон
- Визел на Светском економском форуму 2008. године
- Визел на 2012 Time 100